# Деграсси, Аттилио
Атти́лио Дегра́сси (итал. Attilio Degrassi; 8 ноября 1887, Триест — 1 июня 1969, Рим) — итальянский эпиграфист и специалист по истории Древнего Рима.

## Биография
Аттилио Деграсси родился 8 ноября 1887 года в Триесте в семье торговца Джузеппе Деграсси и его жены Антонии Маркетти, уроженцев города Изолы. Значительную часть своего детства Аттилио провёл в Изоле. Окончил начальную школу в Пизино, затем лицей в Триесте, где одним из его учителей был Пьеро Стикотти, прививший ему любовь к истории и классическим языкам. С 1907 по 1911 год обучался в Венском университете, где среди его преподавателей были Вильгельм Кубичек и Ойген Борман. В 1911 году с отличием окончил университет. Его выпускная работа, посвящённая древнеримским военным дипломам, была признана настолько значимой с точки зрения исторической науки, что руководство университета рекомендовало переработать его в научную монографию, что Деграсси и сделал, однако её публикации помешала начавшаяся Первая мировая война. С 1912 по 1932 годы преподавал классические языки в лицеях Триеста. Начиная с 1913 года публиковал в различных научных журналах статьи, посвящённые преимущественно истории Истрии древнеримского периода.
Начиная с 1920-х годов Деграсси по собственной инициативе провёл многочисленные экспедиции по территории Истрии, результатами которых стали несколько опубликованных научных работ по римским постройкам и эпиграфам региона. В 1926 году Деграсси вошёл по приглашению своего бывшего лицейского учителя Пьеро Стикотти, занявшего к тому моменту пост городского музея Триеста, в состав Комиссии по отечественной истории области Венеция-Джулия (итал. Deputazione di storia patria per le Venezie). В 1932 году оставил преподавание в лицее и сконцентрировался на научно-исследовательской работе. В 1933 году вошёл в состав руководства Триестинской дирекции по античной истории (итал.  Soprintendenza alle Antichità di Trieste), а на следующий год перешёл в аналогичную организацию в Риме. В римской Дирекции исполнял обязанности секретаря при подготовке фундаментального издания Inscriptiones Italiae (с лат. — «Надписи Италии»), публикация которой была осуществлена в 1945 году.
На вторую половину 1930-х — 1940-е годы приходится второй, очень плодотворный для Деграсси период его научной деятельности. В этот период он не занимался преподаванием, что было частично связано с ликвидацией в итальянских университетах курса эпиграфики, которые были объединены с курсом общей истории Древнего Рима. Поэтому Деграсси имел возможность полностью посвятить себя изучению и описанию древних эпиграфов. Поскольку в этот период он проживал в Риме, он смог расширить географию своих научных исследований, включив в неё многочисленные древние памятники на территории бывшей имперской столицы. За эти годы Деграсси было введено в научный оборот более шестидесяти публикаций по древнеримской истории, в частности несколько книг, статей, сборников античных эпиграфов, среди которых выделяется в частности работа по капитолийским фастам с арки Августа на Римском форуме. Весь период Второй мировой войны учёный провёл в Риме, не прекращая свою работу, несмотря на шедшие боевые действия и бомбёжки. В эти годы, несмотря на охватившую весь континент войну, к Деграсси пришла общеевропейская слава.
После войны, уже будучи в достаточно преклонном возрасте, Аттилио Деграсси впервые начал университетское преподавание. В 1949 году, по рекомендации Плинио Фраккаро и Гаэтано Де Санктиса он представил свою кандидатуру на конкурс по замещению вакантной должности преподавателя кафедры древнегреческой и древнеримской истории Университета Палермо и выиграл его, однако остался в этом университете лишь непродолжительное время, перейдя на следующий год по приглашению Альдо Феррабино в Падуанский университет. В 1956 году Деграсси продолжил преподавание в римском университете «Сапиенца», что стало возможным только после смерти Джузеппе Кардинали, с которым у него были большие противоречия академического и личностного характера. Тем не менее, в Риме он проработал лишь в течение одного учебного года, оставив преподавание в 1957 году по причине преклонного возраста. Деграсси внёс заметные изменения в процесс преподавания эпиграфики — он не читал лекции с кафедры, как было принято, а делил студентов на небольшие группы, которые собирал вокруг стола, а затем рассказывал и показывал им темы своих занятий почти в индивидуальном режиме. Поскольку Деграсси понимал, что невозможно проводить обучение древнеримским эпиграфам без глубокого понимания контекста, при которых они были созданы, он также расширил свой курс сведениями политико-институционального, социального и экономического характера, относящегося ко временам создания той или иной надписи. Он также настаивал на том, что процесс обучения должен сопровождаться показом фотографий эпиграфов, а не простым чтением текстов.
В том же 1957 году Аттилио Деграсси выпустил первый том труда своей жизни — Inscriptiones latinae liberae rei publicae (с лат. — «Латинские надписи свободной республики», широко используется также сокращение ILLRP), которое в значительной степени дополнило, уточнило и заменило собой классический корпус древнеримских эпиграфов Corpus inscriptionum latinarum. В 1963 году вышел его второй том. В том же 1963 году он выпустил внушительный том, озаглавленный Fasti anni Numani et Iuliani (с лат. — «Фасции нуманских и юлианских лет»), посвящённый древнеримскому летоисчислению и ставший завершением работы, которая была начата Деграсси ещё в 1934 году. Эти три тома были значительным вкладом в появившегося после окончания Второй мировой войны проекта опубликовать все античные надписи, находящиеся на итальянской территории, однако этот проект так и не был завершён из-за отсутствия достаточного количества квалифицированных специалистов и должного финансирования. Также неизданным осталось подготовленное Деграсси приложение (Supplementum) к первому тому Corpus inscriptionum latinarum. Вместе с тем, несколько коллег и друзей подготовили к 75-летию учёного и издали в 1962 году двухтомник итал. Scritti vari di antichità (с итал. — «Различные записки об Античности»), в котором собрали наиболее значимые сочинения коллеги, а также его библиографию по состоянию на год издания сборника (в 1971 году издание было дополнено ещё двумя томами).
Аттилио Деграсси скончался 1 июня 1969 года в Риме.

## Членство в научных сообществах и почётные звания
- с 1926 — член Комиссии по отечественной истории области Венеция-Джулия
- с 1937 — член, а затем Комиссии по итальянским надписям при Национальном академическом союзе[итал.]
- с 1941 — член Германского археологического института
- с 1942 — член Папской Римской археологической академии
- с 1948 — член-корреспондент, а с 1955 — член Национальной академии деи Линчеи
- с 1953 — председатель Истрийского общества по археологии и истории отечества
- с 1958 — член Американского философского общества
- с 1958 — член Британской академии
- с 1959 — член Неаполитанского национального общества науки, литературы и искусств[итал.]
- с 1963 — председатель Международной ассоциации латинской эпиграфики

## Избранная библиография
Аттилио Деграсси — автор нескольких книг и многочисленных статей, посвящённых эпиграфике и истории Античности. Среди них наиболее значимыми считаются:
- Parentium (1934)
- Histria Septemtrionalis (1936)
- Elogia (1937)
- Fasti consulares et triumphales (1947)
- Fasti consolari dell'Impero Romano dal 30 a. C. al 613 d. C. (1952)
- Inscriptiones Latinae liberae rei publicae (2 тома, 1957—1963)
- Calendaria (1963)
- Прочие труды Аттилио Деграсси собраны в четырёхтомнике Scritti vari di antichità (1962—1971)